# Fetitxisme de la mercaderia
Fetitxisme de la mercaderia és una expressió encunyada per Karl Marx amb la qual defineix el fenomen sociopsicològic que es dona en una societat productora de mercaderies, en què aquestes aparenten tindre una voluntat independent dels seus productors, és a dir, fantasmagòrica.
Segons Marx, les relacions entre les persones es converteixen en relacions entre objectes, en ser una característica del sistema capitalista la producció i intercanvi de mercaderies. En aquest context, els éssers humans acaben convertint-se, també, en un objecte, ja que la seva força de treball esdevé una mercaderia més que pot ser venuda i comprada.

## Explicació
En una societat productora de mercaderies i serveis, l'intercanvi d'aquestes és l'única manera en què els diferents productors aïllats es relacionen entre si. D'aquesta manera, el valor de les mercaderies és determinat de manera independent dels productors individuals, i cada productor ha de produir la seua mercaderia en termes de la satisfacció de necessitats alienes. D'aquest fet resulta que la mercaderia mateixa (o el mercat) sembla determinar la voluntat del productor i no a l'inrevés.
Marx afirma que el fetitxisme de la mercaderia és quelcom intrínsec a les societats productores de mercaderies, ja que en elles el procés de producció és autònom respecte la voluntat de l'ésser humà.
| « | El caràcter misteriós de la forma mercaderia es troba, per tant, pura i simplement, en què projecta davant els homes el caràcter social del treball d'aquests com si fóra un caràcter material dels propis productes del seu treball, un do natural social d'aquests objectes i com si, per tant, la relació social que intervé entre els productors i el treball col·lectiu de la societat anara una relació social establida entre els mateixos objectes, al marge dels seus productors | » |

Marx també argumenta que l'economia política clàssica no pot eixir del fetitxisme de la mercaderia, ja que considera a la producció de mercaderies com un fet natural i no com un mode de producció històric i, per tant, transitori. D'aquest fetitxisme, que es dona pràcticament en la producció i l'intercanvi de mercaderies, ve la sobreestimació teòrica del procés d'intercanvi sobre el procés de producció. D'ací el culte al mercat de part d'alguns economistes, que consideren a l'oferta i la demanda com a determinacions fonamentals del moviment de l'economia (llei de l'oferta i la demanda).